# بويوك تاغلار
بويوك تاغلار هي قرية في قضاء خوجاوند الأذربيجاني وإقليم هادروت في جمهورية مرتفعات قرة باغ. احتلها الجيش الأرمني في 2 أكتوبر 1992 خلال حرب مرتفعات قره باغ. يقع كهف تاغلار في الجزء الجنوبي من القرية.